# Bragging Rights (2009)
WWE Bragging Rights est un pay-per-view de catch organisé par la fédération World Wrestling Entertainment et qui s'est déroulé le 25 octobre 2009 à la Mellon Arena de Pittsburgh, en Pennsylvanie,. Il s'agit de la toute première édition de ce show, qui succède ainsi à Cyber Sunday.
Ce pay-per-view proposait un thème inédit, celui de l'opposition entre Raw et SmackDown, les deux divisions principales de la fédération. En plus des matchs pour les titres mondiaux, le show était composé de trois matchs "interpomotionnels", avec des représentants de chaque division : c'est SmackDown qui remporta la première coupe Bragging Rights avec deux victoires pour une défaite, en triomphant lors du match par équipe interpromotionnel à 7 contre 7.
Les matchs incluent, le United States Championn The Miz (RAW) bat le Intercontinental Champion Johnny Morrison (Smackdown). L'équipe des Divas de Smackdown (Natalya, Michelle McCool et Beth Phoenix) battent les Divas de RAW (Kelly Kelly, Melina et Gail Kim. L'équipe de RAW de Triple H, Shawn Michaels, Big Show, Cody Rhodes, Jack Swagger, Kofi Kingston et Mark Henry se font battre par l'équipe de Smackdown de Chris Jericho, Kane, R-Truth, Matt Hardy, Finlay, Tyson Kidd et David Hart Smith.
Le show contient aussi deux matchs de championnat, un Iron-Man Match d'une heure pour le WWE Championship entre John Cena et Randy Orton, un Fatal 4-Way pour le World Heayvyweight Championship entre CM Punk, Batista, Rey Mysterio et The Undertaker.

## Contexte
Les spectacles de la World Wrestling Entertainment en paiement à la séance sont constitués de matchs aux résultats prédéterminés par les scénaristes de la WWE, justifiés par des rivalités ou qualifications survenues dans les émissions de la WWE telles que RAW, SmackDown, ECW et Superstars.
Les scénarios ici présentés sont la version des faits telle qu'elle est présentée lors des émissions télévisées. Elle respectent donc le Kayfabe de la WWE.

### Undertaker contre CM Punk contre Batista contre Rey Mysterio
À Hell in a Cell, Undertaker bat CM Punk et devient champion du monde poids lourds. À Smackdown, CM Punk demande une revanche pour le titre contre Undertaker, ensuite Batista arrive et veut lui aussi affronter Undertaker pour le titre, suivi par Rey Mysterio. Ensuite Le GM de Smackdown Theodore Long annonce qu'Undertaker défendra son titre du monde poids lourds à Bragging Rights dans un Fatal 4 Way contre CM Punk, Rey Mysterio et Batista.

### Randy Orton contre John Cena
À Breaking Point, John Cena bat Randy Orton dans un I Quit Match et devient champion de la WWE pour la 4e fois et ensuite à Hell in a Cell, il perd son titre contre Orton dans un Hell in a Cell match. À Raw, Cena annonce à Orton qu'ils vont s'affronter dans un ultime match à Bragging Rights dans un Iron Man match de 60 minutes, où Orton rajoute qu'il n'y aura pas de disqualification ni décompte à l'extérieur et que les tombés se feront partout. Ensuite Orton rajoute une stipulation qui si Cena gagne, il n'aura pas de revanche pour le titre, mais si Orton conserve son titre, Cena doit quitter Raw définitivement pour Smackdown.

### Team Raw contre Team Smackdown
À Bragging Rights, une équipe de 7 Superstars de Raw affrontera une équipe de 7 Superstars de Smackdown dans un 7 vs 7 Tag Team.
L'équipe de Raw sera composée de Triple H et Shawn Michaels les capitaines de l'équipe, Kofi Kingston, Jack Swagger, Cody Rhodes, Mark Henry et Big Show et l'équipe de Smackdown sera composée de Chris Jericho le capitaine, Kane le cocapitaine, les deux membres de la Hart Dynasty, Tyson Kidd et David Hart Smith, Matt Hardy, R-Truth et Finlay.

## Tableau des résultats
| #                                                                | Match | Stipulation | Durée |
| ---------------------------------------------------------------- | --- | --- | ----- |
| Dark                                                             | Christian (c) bat Paul Burchill | Match Simple pour l'ECW Championship | 5:24  |
| 1                                                                | The Miz def. John Morrison | SmackDown vs. Raw Bragging Rights Match | 10:54 |
| 2                                                                | Team SmackDown (Michelle McCool, Beth Phoenix et Natalya) def. Team Raw (Melina, Gail Kim et Kelly Kelly)                                                                                            | SmackDown vs. Raw Bragging Rights Match | 6:54  |
| 3                                                                | The Undertaker (c) def. CM Punk, Batista et Rey Mysterio | Fatal Four Way Match pour le World Heavyweight Championship | 9:55  |
| 4                                                                | Team SmackDown (Chris Jericho, Kane, R-Truth, Matt Hardy, Finlay et Hart Dynasty) battent Team Raw (Triple H, Shawn Michaels, The Big Show, Cody Rhodes, Jack Swagger, Kofi Kingston et Mark Henry). | SmackDown vs Raw Bragging Rights Match | 15:34 |
| 5                                                                | John Cena def. Randy Orton (c) (6-5) | Iron Man Match pour le WWE Championship. Si Cena perd, il doit quitter Raw pour SmackDown. Par contre, si Orton perd, il n'aura plus de chance pour le titre tant que Cena sera champion. | 60:00 |
| (c) désigne le(s) champion(s) défendant son titre dans le match. | | |       |